# Raúl Peña
Raúl García Peña conocido como Raúl Peña (Madrid, 21 de marzo de 1977) es un actor y cantante español.

## Biografía
Raúl ha cursado estudios de interpretación y ha ampliado su formación en varios talleres y seminarios, como por ejemplo los impartidos por José Carlos Plaza y Mariano Barroso. Empezó en el teatro en 1995 y desde esa fecha ha trabajado en diversos montajes, series, etc
Cursó sus estudios de EGB, BUP y COU en el Colegio San Gabriel de Carabanchel.

## Teatro
- Trabajos de amor perdido de Carlos Marchena.
- Casa con dos puertas mala es de guardar de Calderón de la Barca.
- Noches de amor efímero
- Romeo y Julieta (musical) de Paco Suárez.
- El otro lado de la cama de Josep Maria Mestres.
- La Bella y la Bestia de Disney.
- Frankenstein de Mary Shelley.
- Our Town de Thornton Wilder, dirigido por Gabriel Olivares (2015)
- Burundanga (2016), de Jordi Galceran.
- La cuenta (2021), de Clément Michel

## Cine
| Año  | Película                                 | Personaje | Director         | Género            | Duración |
| ---- | ---------------------------------------- | --------- | ---------------- | ----------------- | -------- |
| 2001 | Gente pez                                | Toño      | Jorge Iglesias   | Comedia           | 1h 29m   |
| 2006 | Cándida                                  | Javi      | Guillermo Fesser | Comedia dramática | 1h 43m   |
| 2008 | Trío de ases: el secreto de la Atlántida |           | Joseba Vázquez   | Aventuras         | 1h 28m   |
| 2009 | Caótica Ana                              | Lucas     | Julio Medem      | Drama romántico   | 1h 58m   |
| 2010 | Desechos                                 | García    | David Marqués    | Comedia           | 1h 30m   |
| 2016 | El debut                                 | Raúl      | Gabriel Olivares | Documental        | 1h 03m   |
| 2018 | Ola de crímenes                          | Juantxu   | Gracia Querejeta | Comedia negra     | 1h 38m   |

## Música
- SMS (grupo de la serie SMS: Sin miedo a soñar) (2007) (Grupo disuelto).
- SMS (grupo de la serie SMS: Sin miedo a soñar - Qué quieres que te diga Globomedia Music S.A./ EMI Music S.A. (+20.000 CD´S vendidos) (Grupo disuelto).
- UPA Dance (grupo de la serie Un paso adelante Contigo (2005) -(+50.000 copias vendidas) #4 España Disco de Oro)

## Televisión
| Año             | Título                            | Personaje                          | Cadena                  | Notas           |
| --------------- | --------------------------------- | ---------------------------------- | ----------------------- | --------------- |
| 2000            | Antivicio                         | Javier                             | Antena 3                | 13 episodios    |
| 1999-2001       | Compañeros                        | Carolo Narváez / Pedro Casals "PC" | Antena 3                | 29 episodios    |
| 2002            | Periodistas                       | Manuel                             | Telecinco               | 2 episodios     |
| 2002            | Hospital Central                  | Luis                               | Telecinco               | 1 episodio      |
| 2002-2005       | Un paso adelante                  | Jerónimo Ruiz "Jero"               | Antena 3                | 55 episodios    |
| 2006-2007       | SMS                               | Eduardo Sánchez Díaz "Edu"         | La Sexta                | 185 episodios   |
| 2007            | El comisario                      | Bruno                              | Telecinco               | 1 episodio      |
| 2008-2010       | La Señora                         | Hugo de Viana                      | La 1                    | 38 episodios    |
| 2011; 2018-2019 | 14 de abril. La República         | Hugo de Viana                      | La 1                    | 29 episodios    |
| 2014-2019       | El secreto de Puente Viejo        | Carmelo Leal                       | Antena 3                | 1.241 episodios |
| 2014            | Los misterios de Laura            | Javier Sancho                      | La 1                    | 2 episodios     |
| 2014            | Ciega a citas                     | David                              | Cuatro                  | 9 episodios     |
| 2014; 2016      | Víctor Ros                        | Juan Rosales                       | La 1                    | 3 episodios     |
| 2015            | Habitaciones cerradas             | Juan Lax                           | La 1                    | 2 episodios     |
| 2021-2023       | El pueblo                         | Martín Segurola Garralda           | Prime Video y Telecinco | 16 episodios    |
| 2022-2023       | Fuerza de paz                     | Casado                             | La 1                    | 8 episodios     |
| 2023            | Escandaloː Relato de una obsesión | Carlos Muriel                      | Telecinco               | 3 episodios     |
| 2023-presente   | La que se avecina                 | Martín Segurola Garralda           | Prime Video y Telecinco | 8 episodios     |

### Programas
- Desesperado Club Social de Antena 3 TV (1999-2000).
- PuntoDoc de Antena 3 TV (2007-2008).
- Malas Compañías de La Sexta (2009).
- Pasapalabra (Capítulos 1654-1656) (mayo-2013)
- Hermano Mayor (2013)

## Premios
- 2004: Nominado a mejor actor de televisión de España en los Premios Iris (España) por su papel en la serie Un paso adelante